# Tockus kempi
Tockus kempi és una espècie d'ocell de la família dels buceròtids (Bucerotidae) que rep en anglès el nom de "calau de bec vermell occidental" (Western Red-billed Hornbill). Habita 
les sabanes àrides des del Senegal i Gàmbia fins al sud de Mauritània i oest de Mali. És considerada per alguns autors una subespècie del calau becvermell, com Tockus erythrorhynchus kempi, mentre altres la consideren una espècie diferent arran els treballs de Kemp et Delport 2002.